# Shalonda Solomon
Pour les articles homonymes, voir Solomon.
Shalonda Solomon (née le 19 décembre 1985 à Los Angeles) est une ancienne athlète américaine spécialiste du 100 et du 200 mètres. 
En 2011, elle devient championne des Etats-Unis sur 200 mètres et participe dans la foulée aux Championnats du monde de Daegu, où elle termine au 4e rang de la finale derrière Veronica Campbell, Carmelita Jeter et Allyson Felix. La même année, elle est membre du relais américain qui remporte le 4 x 100 mètres (elle court lors des séries mais pas lors de la finale).

## Biographie
Elle s'illustre durant la saison 2003 en remportant les titres du 100 et du 200 m des Championnats des États-Unis juniors, puis en décrochant trois médailles d'or lors des Jeux panaméricains juniors, sur 100, 200 et 4 × 100 m. L'année suivante, à Grosseto, l'Américaine devient championne du monde junior du 200 m en 22 s 82 devant la Jamaïcaine Anneisha McLaughlin, puis décroche un nouveau titre mondial sur 4 × 100 m en établissant la meilleure performance junior de l'année aux côtés de ses coéquipières américaines (43 s 49). Étudiante à l'Université de Caroline du Sud, Shalonda Solomon remporte le titre NCAA en salle 2005 du 4 × 400 m, puis se classe deuxième du 200 m et du 4 × 100 m des Championnats NCAA en plein air. Elle améliore par ailleurs ses records à titre individuel en courant 11 s 29 sur 100 m et 22 s 74 sur 200 m à Nashville. En 2006, l'Américaine remporte son premier titre universitaire en plein air en s'imposant dans l'épreuve du 200 m dans le temps de 22 s 62. Elle termine septième du 200 m des Championnats des États-Unis, et améliore de nouveau ses records personnels en réalisant 11 s 09 sur 100 m et 22 s 36 sur 200 m. Non qualifiée pour les Jeux olympiques de 2008, Solomon se classe troisième du 100 m du Meeting de New York 2009 dans le temps de 11 s 04. 
Elle franchit un nouveau palier en 2010 en signant le temps de 10 s 90 (+1,8 m/s) le 5 juin lors de la réunion de Clermont, en Floride. Shalonda Solomon se classe ensuite deuxième du Meeting Areva de Paris comptant pour la Ligue de diamant 2010, où elle s'incline avec le temps de 22 s 55 face à sa compatriote Allyson Felix. Cette dernière remporte le classement général final, devant Solomon qui signe deux nouvelles places de deuxième lors du meeting de Stockholm et lors de la finale au Mémorial Van Damme de Bruxelles. Sélectionnée dans l'équipe des Amériques lors de la première édition de la Coupe continentale, à Split, l'Américaine se classe deuxième du 100 m derrière la Trinidadienne Kelly-Ann Baptiste, et remporte par ailleurs l'épreuve du relais 4 × 100 mètres aux côtés de Cydonie Mothersille, Debbie Ferguson-McKenzie et Kelly-Ann Baptiste.
Fin juin 2011, lors des Championnats des États-Unis, à Eugene, Shalonda prive Carmelita Jeter d'un doublé 100 m/200 m en prenant la 1re place sur le demi-tour de piste avec 8 centièmes d'avance (22 s 15, +1,0 m/s) alors que Jeter était en tête à la sortie du virage. À cette occasion, elle établit son record personnel ainsi que l'une des quatre meilleures performances mondiales de la saison et se qualifie par la même sur la distance pour les Championnats du monde de Daegu.
Le 21 mai 2017, lors du Jamaica International Invitational, Solomon se classe 3e du 200 m en 22 s 64.

## Palmarès

### International
| Date | Compétition                        | Lieu             | Résultat | Épreuve   |
| ---- | ---------------------------------- | ---------------- | -------- | --------- |
| 2002 | Championnats du monde juniors      | Kingston         | 2e       | 4 × 100 m |
| 2003 | Championnats panaméricains juniors | Bridgetown       | 1re      | 100 m     |
| 2003 | Championnats panaméricains juniors | Bridgetown       | 1re      | 200 m     |
| 2003 | Championnats panaméricains juniors | Bridgetown       | 1re      | 4 × 100 m |
| 2004 | Championnats du monde juniors      | Grosseto         | 1re      | 200 m     |
| 2010 | Ligue de diamant                   | Ligue de diamant | 2e       | détails   |
| 2010 | Coupe continentale                 | Split            | 2e       | 100 m     |
| 2010 | Coupe continentale                 | Split            | 1re      | 4 × 100 m |
| 2011 | Championnats du monde              | Daegu            | 4e       | 200 m     |
| 2011 | Championnats du monde              | Daegu            | 1re      | 4 × 100 m |
| 2014 | Relais mondiaux                    | Nassau           | 1re      | 4 × 200 m |
| 2015 | Relais mondiaux                    | Nassau           | DNF      | 4 × 200 m |
| 2017 | Relais mondiaux                    | Nassau           | 3e       | 4 × 200 m |

### National
- Championnats des États-Unis d'athlétisme : vainqueur du 200 m en 2011, 2e en 2006 et 2010
- Championnats NCAA : vainqueur du 200 m en 2006

## Records
| Épreuve | Performance | Lieu        | Date            |
| ------- | ----------- | ----------- | --------------- |
| 60 m    | 7 s 15      | Albuquerque | 27 février 2011 |
| 100 m   | 10 s 90     | Clermont    | 5 juin 2010     |
| 200 m   | 22 s 15     | Eugene      | 26 juin 2011    |